# Callitris sulcata
Callitris sulcata — вид хвойних рослин родини кипарисових.

## Поширення, екологія
Країни проживання: Нова Каледонія. Обмежується трьома річковими долинами, в Тонтута, Дьомбеа і Комбві, всі на Південному масиві розташовані на висотах від 40 до 200 м. Зустрічається в густому лісі.

## Морфологія
Росте як вічнозелене дерево, яке може досягати висоти від 5 до 15 метрів. Стовбур кручений. Кора розшаровується гладкими, неправильної форми шматками. Молоде листя подовжене і може бути конічної. Старе листя трикутної форми. Чоловічі шишки 3–5 мм завдовжки і товщиною від 1,5 до 2 міліметрів. Жіночі шишки близько 1 см в довжину і товщиною близько 1 см. Насіння у формі піраміди.

## Використання
Традиційно використовується для стовпів паркану і культових будівель в регіоні Тіо.

## Загрози та охорона
Лісовий масив схильний лісових пожеж і порушень. Жодна субпопуляція не перебуває в охоронних районах.